# Капитонов, Георгий Владимирович
Георгий Владимирович Капитонов (23 июля 1946 — 8 декабря 2024) — советский и российский музыкант, альтист, первый концертмейстер группы альтов Государственного академического симфонического оркестра. Заслуженный артист Российской Федерации (1994), народный артист Российской Федерации (2004).

## Биография
Георгий Капитонов родился в Москве 23 июля 1946 года. В 1960 году окончив детскую музыкальную школу, поступил на струнное отделение в класс альта Академического музыкального училища при Московской государственной консерватории имени Чайковского. 
В 1969 году Капитонов окончил Московскую государственную консерваторию, обучался у профессора Евгения Страхова, в 1972 году он продолжил своё образование, пройдя подготовку в ассистентуре-стажировке по классу альта. 
С 1969 по 1971 год работал в Государственном симфоническом оркестре кинематографии. С 1971 года работал в Государственном академическом симфоническом оркестре под управлением Евгения Светланова. С 1992 по 2020 год был первым концертмейстером группы альтов Государственного академического симфонического оркестра. 
Скончался 8 декабря 2024 года в возрасте 78 лет. 

## Награды и звания
- Заслуженный артист Российской Федерации (1994)[3]
- Народный артист Российской Федерации (2004)[4]